# Gábor Karsai
 (juin 2025).
Motif : Je ne vois pas le critère rempli et les sources me semblent primaires
- Archive Wikiwix
- Bing
- Cairn
- DuckDuckGo
- E. Universalis
- Gallica
- Google
- G. Books
- G. News
- G. Scholar
- Persée
- Qwant
- (zh) Baidu
- (ru) Yandex
- (wd) trouver des œuvres sur Wikidata

| 1. | Préciser le motif de la pose du bandeau. | Précisez le motif de la pose du bandeau en utilisant la syntaxe suivante : {{admissibilité à vérifier\|date=juillet 2025\|motif=remplacez ce texte par le motif}}                 |
| 2. | Informer les utilisateurs concernés.     | Pensez à avertir le créateur de l'article, par exemple, en insérant le code ci-dessous sur sa page de discussion : {{subst:avertissement admissibilité à vérifier\|Gábor Karsai}} |

Gábor Karsai (né le 17 janvier 1974) est un philosophe, spécialiste des religions, bouddhiste pratiquant et enseignant du dharma originaire de Hongrie. Il est membre du conseil d'administration de la Église bouddhiste de la Porte du Dharma, enseignant et recteur (2005–2007, puis à partir de 2019) du Collège bouddhiste de la Porte du Dharma. Il dirige également Mind and Life Europe, un institut dédié au dialogue entre science et traditions contemplatives.

## Enfance et formation
Gábor Karsai est né à Orosháza, mais sa famille est originaire de Battonya, dans le comté de Békés. Sa mère était comptable, son père, menuisier. Il a commencé l’école primaire dans sa ville natale, puis, à l’âge de 10 ans, a intégré un internat à Szeged, le Ortutay Gyula Kollégium (1984–1992). Il a terminé ses études secondaires au lycée expérimental Radnóti Miklós, obtenant un diplôme en histoire.
Dès son plus jeune âge, Karsai a manifesté un vif intérêt pour l’apprentissage et les grandes questions existentielles. À 17 ans, il est devenu un participant régulier des discussions de l’Église apostolique chrétienne primitive, et l’étude de la Bible est devenue centrale dans sa vie. Insatisfait des réponses intellectuelles qu’il trouvait dans le christianisme, il s’est tourné vers la philosophie.
Il a commencé ses études universitaires en droit en 1992, mais a rapidement réalisé que la philosophie l’intéressait davantage. En 1993, il s’est inscrit en philosophie à l’Université de Szeged (1993–1995), où il a appris le latin et le grec ancien afin de lire les textes philosophiques dans leur langue d’origine. Poursuivant ses études, il a découvert un livre des discours du Bouddha, ce qui l’a conduit à intégrer le Dharma Gate Buddhist College en 1995. Il a terminé ses études de latin et de grec ancien à Szeged avec un programme individualisé en 1996. Il a également suivi le cursus de philosophie à l’Université Loránd-Eötvös (ELTE) à Budapest (1996–2001), où il a obtenu son diplôme en 2001. Durant cette période, il a étudié le sanskrit et le hindi au département d’indologie (1997–2001), ce qui l’a amené à être étudiant dans trois établissements d’enseignement supérieur en même temps.

## Carrière académique et professionnelle
Karsai n’a pas terminé ses études au collège bouddhiste, car il y a été invité à enseigner dès 1996. Grâce à son enseignement, il s’est profondément engagé dans la philosophie d’Alfred North Whitehead, qui est devenue son principal centre d’intérêt.
En 1998, il s’est rendu aux États-Unis avec son professeur pour assister à une conférence sur Whitehead, où il a lui-même donné une conférence. L’année suivante, il a participé à un programme de recherche d’un an à Claremont, en Californie. À son retour, il a continué d’enseigner au collège bouddhiste et est devenu chef de département en 2001. Il a également commencé des études doctorales en phénoménologie à l’ELTE (2001–2004).
De 2005 à 2007, il a été recteur du collège bouddhiste, qu’il a quitté après des désaccords internes. Son attention s’est alors portée sur l’éthique, la réalité sociale et la gestion organisationnelle. Il a été sollicité par le philanthrope et homme d’affaires Gábor Kovács pour aider à diriger la société Bankár Holding Zrt. Il a contribué à la création du concept KOGART Holding et à la vision du monastère de Sopronbánfalva.
De 2011 à 2013, il a été directeur de la World Servers Foundation, basée à Genève. À partir de 2013, il est devenu directeur du Spirit of Humanity Forum, basé en Islande, et secrétaire général de la Education 4 Peace Foundation. Depuis 2014, il est membre, et depuis 2015, membre du conseil d’administration et conseiller stratégique de l’Elijah Interfaith Institute, une organisation internationale de premier plan pour le dialogue interreligieux,.
En 2016/2017, il a été directeur exécutif de la société bouddhiste internationale Ling Jiou Mountain, basée à Taïwan, et est devenu membre de l’institut Mind and Life Europe, dont il est le directeur depuis 2021. Depuis 2019, il est à nouveau recteur du Dharma Gate Buddhist College.